# プンタ・アレーナス
プンタ・アレーナス（Punta Arenas）は、南アメリカ大陸チリ共和国最南部マガジャネス・イ・デ・ラ・アンタルティカ・チレーナ州（XII州）の州都である。1849年建設された、チリ南部の港湾都市。南アメリカ最南の都市。大陸とフエゴ島を分けるマゼラン海峡に面している。

## 概要
マゼラン海峡（マガリャネス海峡）の中間部、ブルンスウィック半島の根元に位置する港町。大陸側に位置し、海峡を挟んで東側には隣国アルゼンチンと領有を半分に分ける島・フエゴ島がある。この地域の中心都市であり、近年ではフライトによる南極観光ツアーの出発地としても知られる。1849年建設され、1914年のパナマ運河開通までは、太平洋と大西洋を結ぶ重要な航路であった同海峡を航行する外洋船の寄港地として繁栄した。現在は、背後の広大な牧羊地帯もあり、市内で加工・処理された羊毛・羊肉などを輸出。対岸のフエゴ島における石油採掘の拠点でもある。
プンタ・アレーナスは、スペイン語で「砂の岬」という意味。人口は約13万人（2012年現在）。降水量は毎月30mm前後と少なく、6月から9月にかけて雪が降る。最高気温は12月から1月に14度C、6月から7月に4度Cと変化が小さい。ただし、年間を通じ風が強く最大時速130kmに達する。

### 位置
プンタ・アレーナスは南緯53度10分0秒 西経70度56分0秒 / 南緯53.16667度 西経70.93333度にあり、南アメリカ大陸最南端の都市。人口10万人以上を有する都市としては世界の最南端である。なお同市は「世界最南端の都市」を名乗っているが、同市の200km以上南東、フエゴ島のビーグル水道沿いにアルゼンチン領の都市・ウシュアイア（人口約65,000人）があり、そのさらに南にも小規模な村や集落がいくつかある。

## 歴史
スペイン人はマゼラン海峡に沿った海岸の獲得を2度試みた。
最初は1584年で、"Nombre de Jesús"と言う作戦の名前がついているが、天候が荒れていたことや、食物や水が入手困難であったことなどから、失敗に終わった。
2度目は、Rey don Felipeが、プンタ・アレーナスの80km南方の場所の獲得を試みた。
その場所は、後にプエルト・アンブレ (Puerto Hambre) と呼ばれたが、時には、飢餓の港 (Port Starvation)、飢饉の港 (Famine Port) などと翻訳されることもあった。
スペイン人たちがこの土地を選んだ理由としては、マゼラン海峡を支配することにより、イギリスの海賊からの攻撃を避ける意味合いもあったが、皮肉なことに1587年にプエルト・アンブレの最後の居住者を救出したのは、イギリスの海賊トーマス・キャベンディシュであった。
1843年、チリ政府はマゼラン海峡の沿岸に永住区域を創設するための任務を託された遠征隊を送り出した。
"Goleta Ancud"という名前の帆船を、"Juan Williams Rebolledo"の父である英国人船員のジョン・ウィリアム(John Williams)に委託し、建造させ、21人の乗組員と積み荷を運び、チリ政府からの命令を果たした。
植民市の創設は1843年9月21日に開始された。
この場所は、海岸線の防御を使命とする軍の駐屯地としては最適であったが、小さく山がちな半島の頂上に位置していたため、民間居住地用にするための準備は、ほとんどなされていなかった。
そのため、軍の統治者であったホセ・デ・ロス・サントス・マルドネス (José de los Santos Mardones)が、1848年に居住地を、マナス川沿いの現在の場所に移転する決定を下した。
19世紀中ごろ、チリはプンタ・アレーナスを、移民用の植民地としてだけでなく、問題のある行動をおこした軍人に懲罰を与えるための流刑地とした。1851年12月、Cambiaso中佐に率いられた囚人の反乱が起き、統治者のムニョス・ゴメス(Muñoz Gamero)と聖職者が殺害され、教会や病院が破壊された。
この反乱は、2隻のチリ船(IndefatigableとMeteoro)の支援を受けたHMS Viragoの指揮官スチワート(Stewart)によって鎮圧された。
"El motín de los artilleros"の名前で知られる1877年の反乱では、街の大部分が破壊され、囚人と直接関係のなかった多くの市民が犠牲となった。
その後、帆船による貿易の増加と、羊毛業の発展、金鉱の発見を伴いながら、街は発展、繁栄していった。
1890年と1940年の間くらいに、マゼラン海峡エリアは、世界的に羊毛業の最も重要なエリアの一つとなり、1つの"Sociedad Explotadora de Tierra del Fuego"という名の1つの会社が、チリとアルゼンチンの南部の1万km2以上の土地を支配するようになった。
この会社の本社及び、所有者の住所は、プンタ・アレーナスであった。

## 交通
- プレジデンテ・カルロス・イバニェス・デル・カンポ国際空港

## 気候
ケッペンの気候区分では西岸海洋性気候（Cfc）に分類される。
| プンタ・アレーナスの気候                          | プンタ・アレーナスの気候 | プンタ・アレーナスの気候 | プンタ・アレーナスの気候 | プンタ・アレーナスの気候 | プンタ・アレーナスの気候 | プンタ・アレーナスの気候 | プンタ・アレーナスの気候 | プンタ・アレーナスの気候 | プンタ・アレーナスの気候 | プンタ・アレーナスの気候 | プンタ・アレーナスの気候 | プンタ・アレーナスの気候 | プンタ・アレーナスの気候 |
| 月                                                | 1月                      | 2月                      | 3月                      | 4月                      | 5月                      | 6月                      | 7月                      | 8月                      | 9月                      | 10月                     | 11月                     | 12月                     | 年                       |
| ------------------------------------------------- | ------------------------ | ------------------------ | ------------------------ | ------------------------ | ------------------------ | ------------------------ | ------------------------ | ------------------------ | ------------------------ | ------------------------ | ------------------------ | ------------------------ | ------------------------ |
| 最高気温記録 °C （°F）                            | 26.2 (79.2)              | 25.4 (77.7)              | 24.5 (76.1)              | 19.2 (66.6)              | 24.0 (75.2)              | 20.0 (68)                | 21.2 (70.2)              | 23.2 (73.8)              | 19.0 (66.2)              | 21.2 (70.2)              | 24.4 (75.9)              | 25.9 (78.6)              | 26.2 (79.2)              |
| 平均最高気温 °C （°F）                            | 14.3 (57.7)              | 14.0 (57.2)              | 12.3 (54.1)              | 9.7 (49.5)               | 6.5 (43.7)               | 4.1 (39.4)               | 3.7 (38.7)               | 5.2 (41.4)               | 7.7 (45.9)               | 10.2 (50.4)              | 12.2 (54)                | 13.5 (56.3)              | 9.4 (48.9)               |
| 日平均気温 °C （°F）                              | 10.5 (50.9)              | 10.2 (50.4)              | 8.7 (47.7)               | 6.5 (43.7)               | 3.8 (38.8)               | 1.7 (35.1)               | 1.3 (34.3)               | 2.4 (36.3)               | 4.3 (39.7)               | 6.5 (43.7)               | 8.4 (47.1)               | 9.7 (49.5)               | 6.1 (43)                 |
| 平均最低気温 °C （°F）                            | 6.8 (44.2)               | 6.6 (43.9)               | 5.2 (41.4)               | 3.4 (38.1)               | 1.2 (34.2)               | −0.9 (30.4)              | −1.1 (30)                | −0.1 (31.8)              | 1.2 (34.2)               | 3.0 (37.4)               | 4.7 (40.5)               | 6.0 (42.8)               | 3.0 (37.4)               |
| 最低気温記録 °C （°F）                            | −1.5 (29.3)              | −0.4 (31.3)              | −4.0 (24.8)              | −13.0 (8.6)              | −14.0 (6.8)              | −11.2 (11.8)             | −15.0 (5)                | −11.6 (11.1)             | −9.5 (14.9)              | −5.0 (23)                | −2.5 (27.5)              | −1.0 (30.2)              | −15.0 (5)                |
| 降水量 mm （inch）                                | 41.7 (1.642)             | 31.2 (1.228)             | 38.1 (1.5)               | 40.2 (1.583)             | 41.2 (1.622)             | 27.0 (1.063)             | 29.1 (1.146)             | 29.8 (1.173)             | 26.5 (1.043)             | 27.2 (1.071)             | 30.0 (1.181)             | 33.3 (1.311)             | 395.3 (15.563)           |
| 平均降水日数                                      | 15                       | 14                       | 15                       | 14                       | 13                       | 11                       | 11                       | 12                       | 11                       | 10                       | 13                       | 14                       | 153                      |
| % 湿度                                            | 72                       | 74                       | 77                       | 82                       | 86                       | 87                       | 86                       | 83                       | 79                       | 75                       | 72                       | 72                       | 79                       |
| 平均月間日照時間                                  | 232.5                    | 178.0                    | 164.3                    | 117.0                    | 93.0                     | 66.0                     | 83.7                     | 120.9                    | 156.0                    | 213.9                    | 228.0                    | 232.5                    | 1,885.8                  |
| 出典1：Dirección Meteorológica de Chile           |                          |                          |                          |                          |                          |                          |                          |                          |                          |                          |                          |                          |                          |
| 出典2：Universidad de Chile (sunshine hours only) |                          |                          |                          |                          |                          |                          |                          |                          |                          |                          |                          |                          |                          |

## ギャラリー

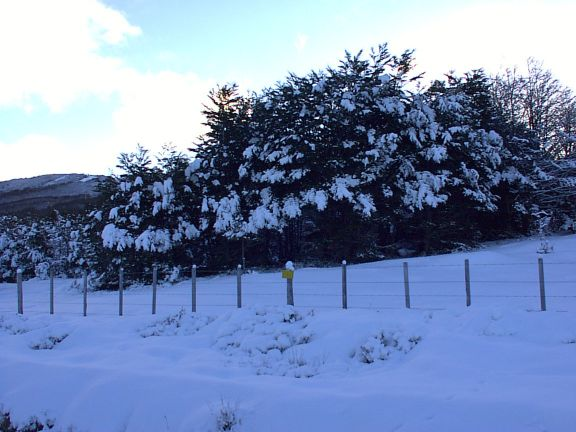
プンタ・アレナスのスキーセンター付近
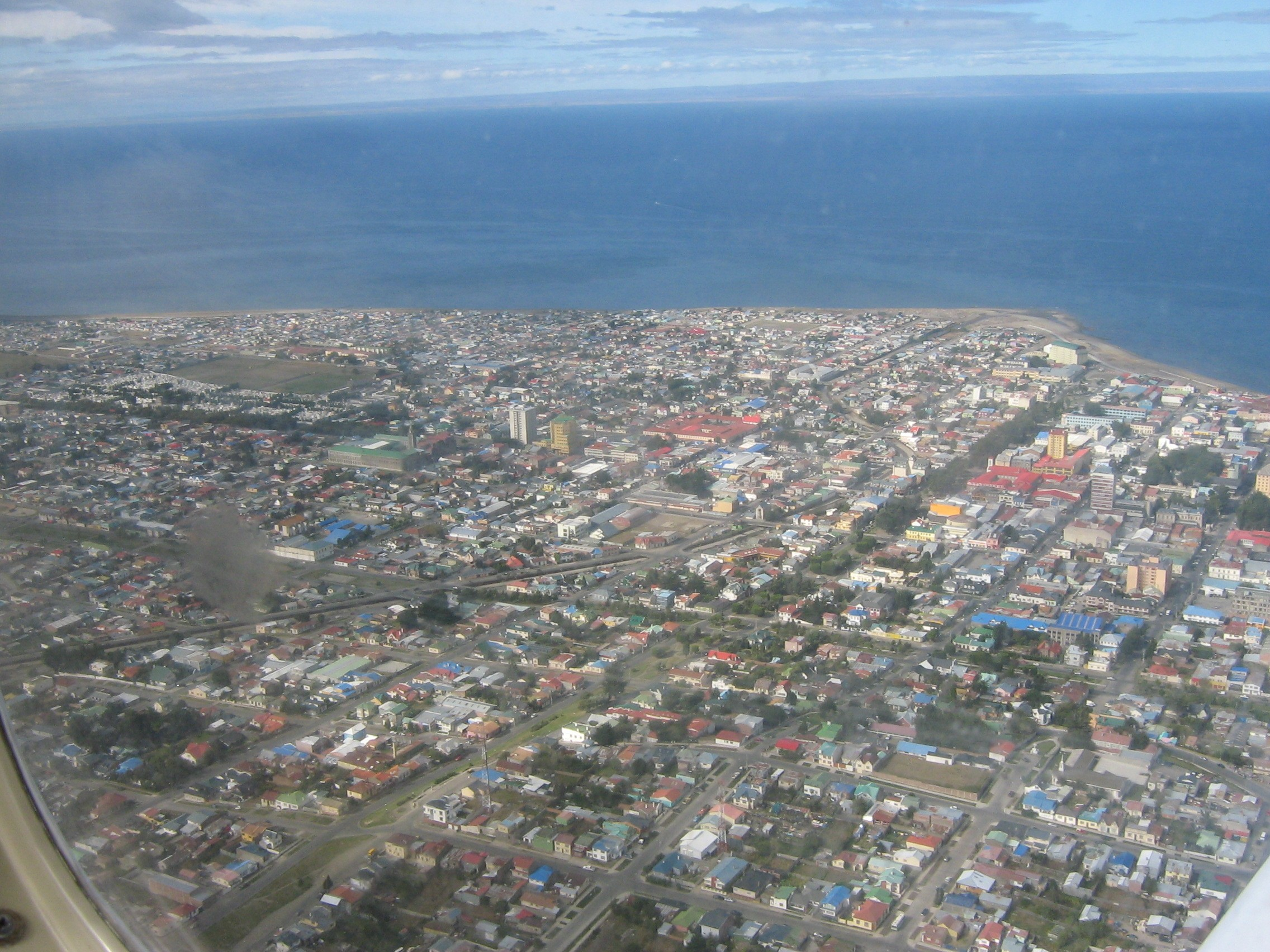
航空写真
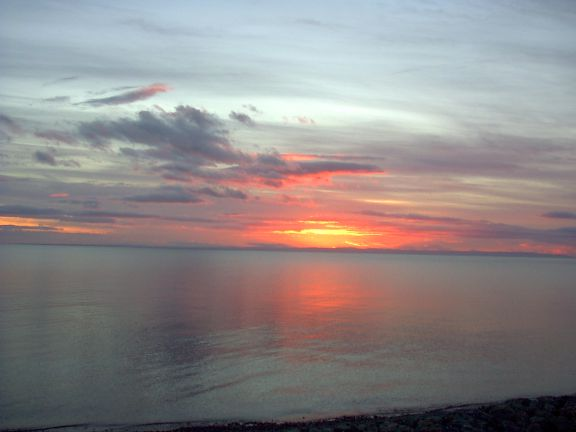
マゼラン海峡の日の出
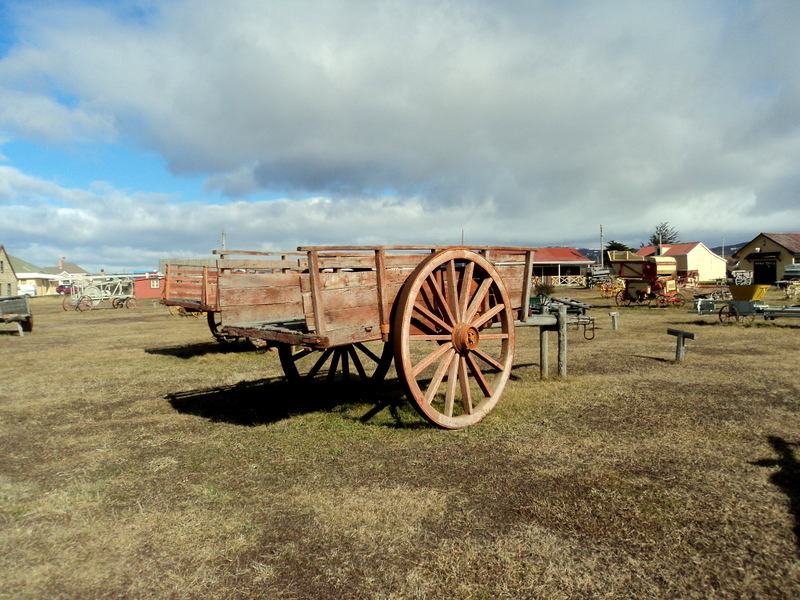
レグエルド博物館
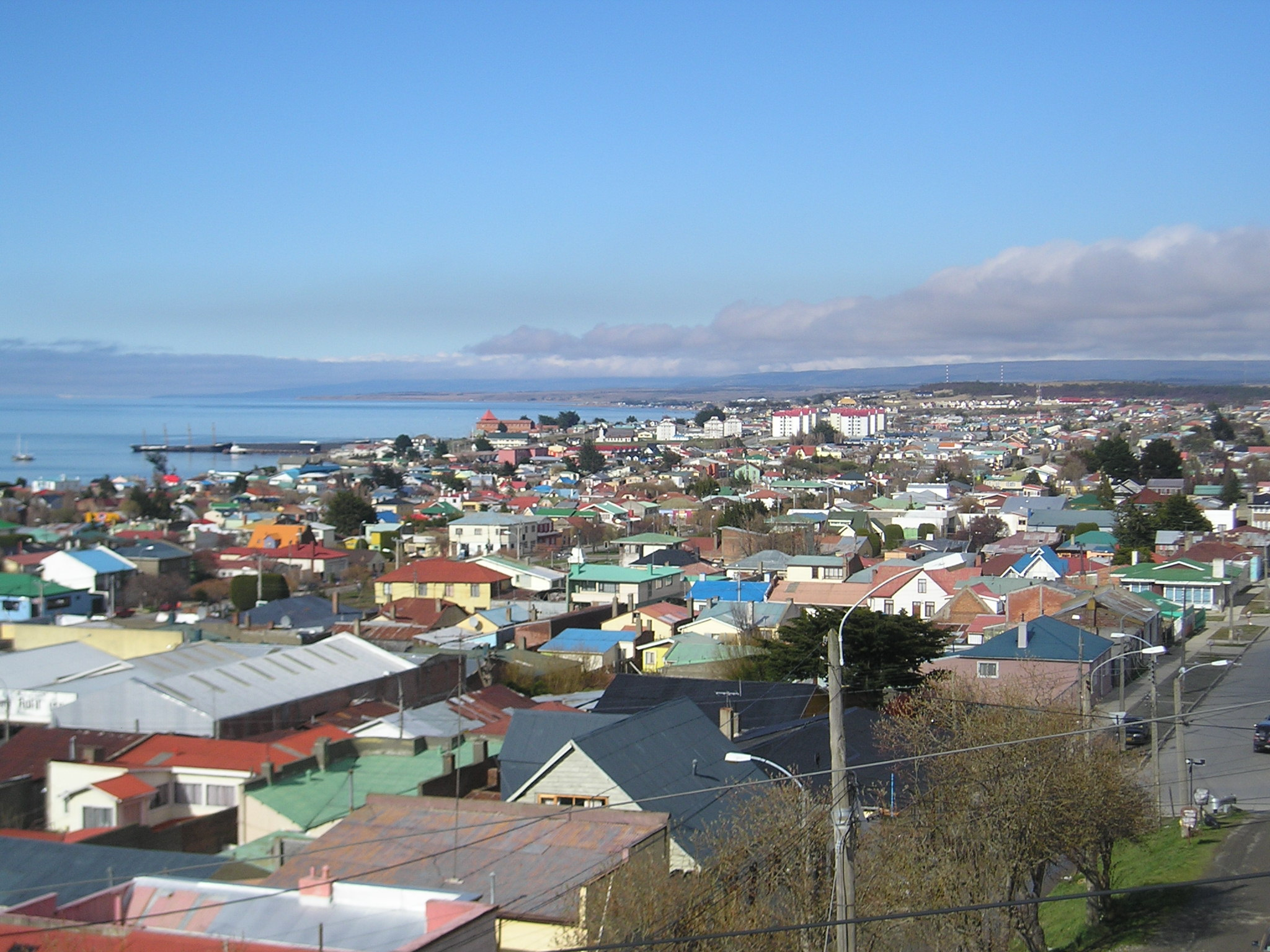
セッロ・ラ・クルスから眺めた街の南側
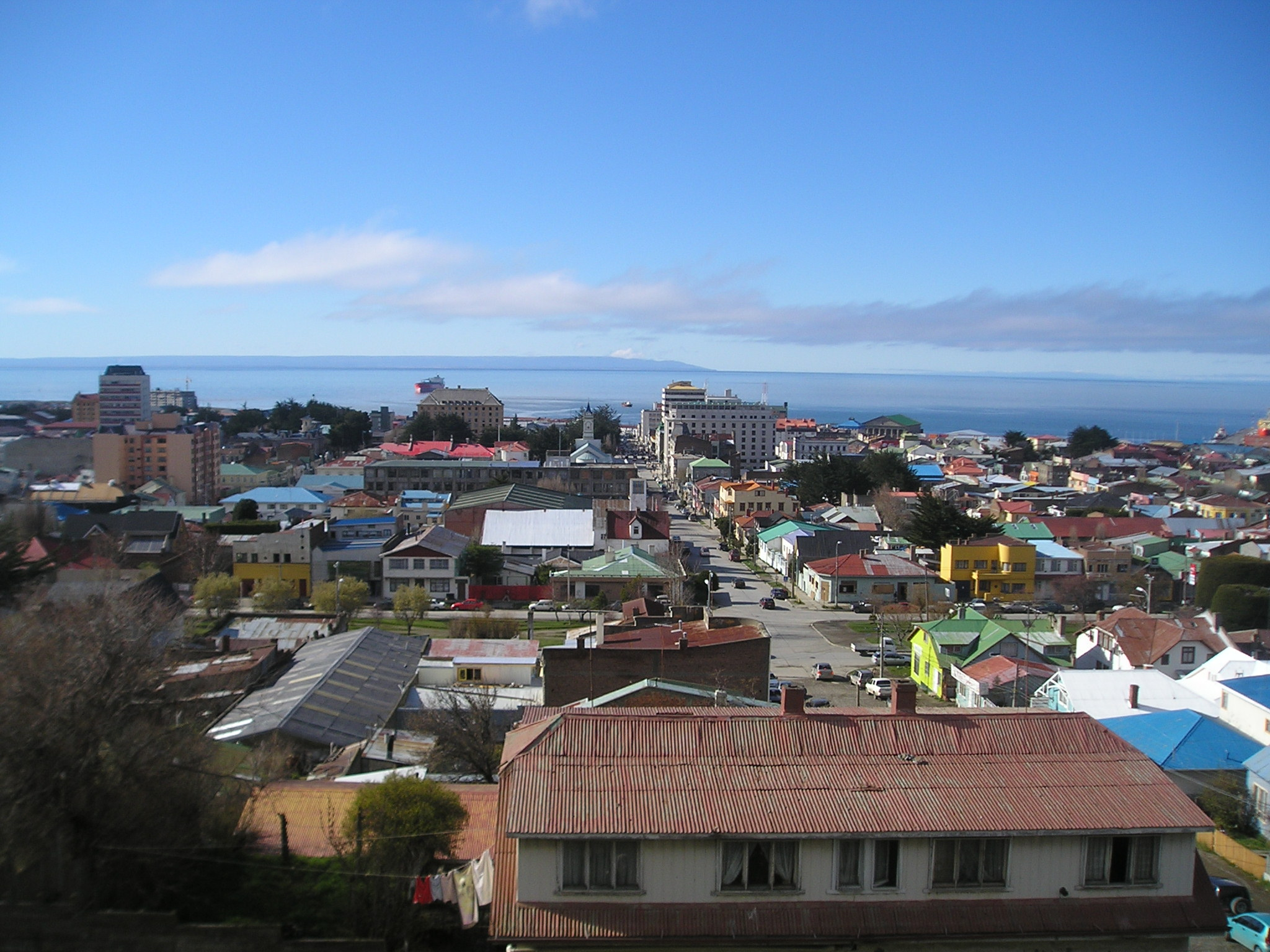
セッロ・ラ・クルスから眺めた街の中心街
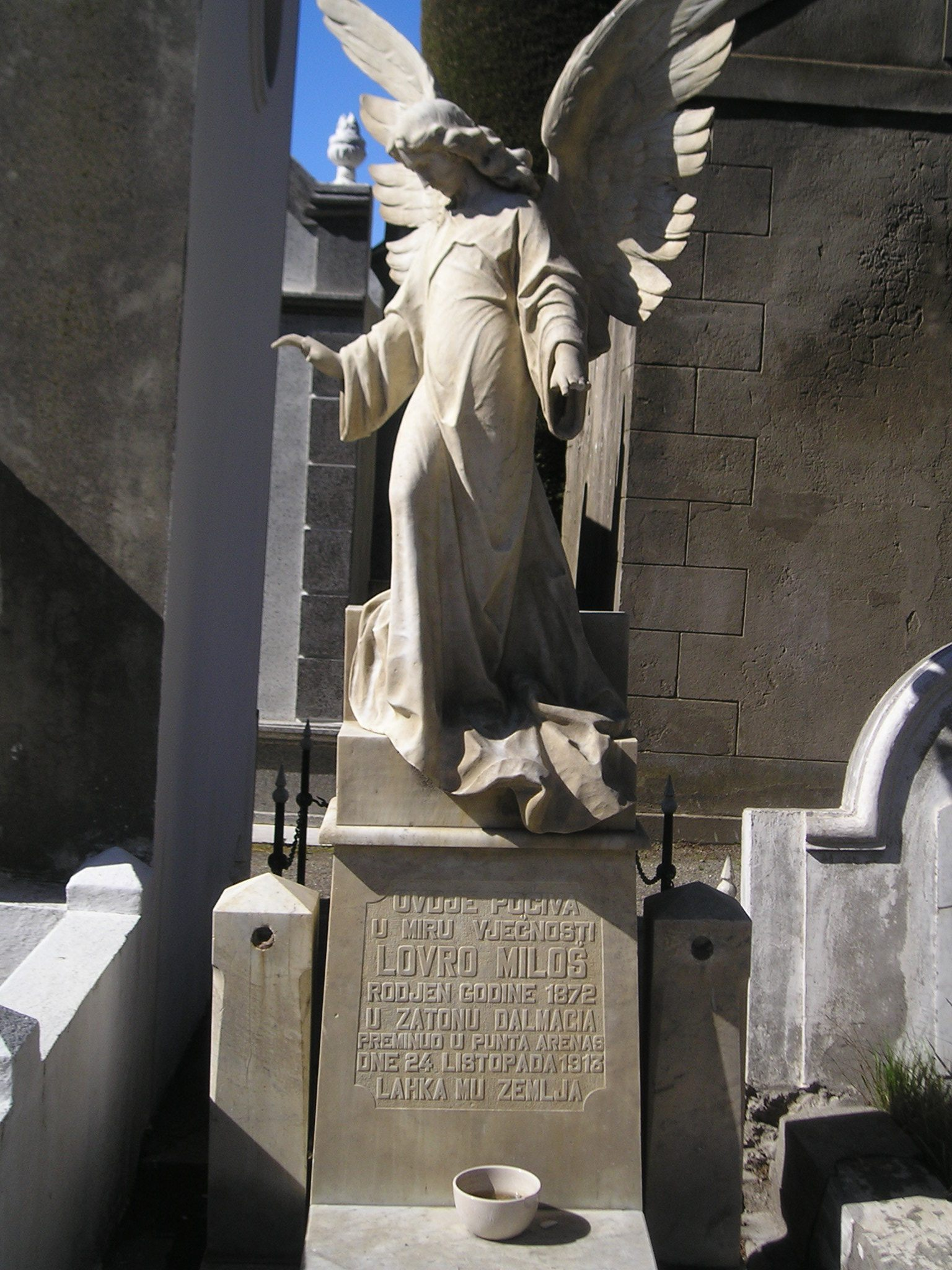
市営墓地に眠る多くのクロアチア人の墓の一つ
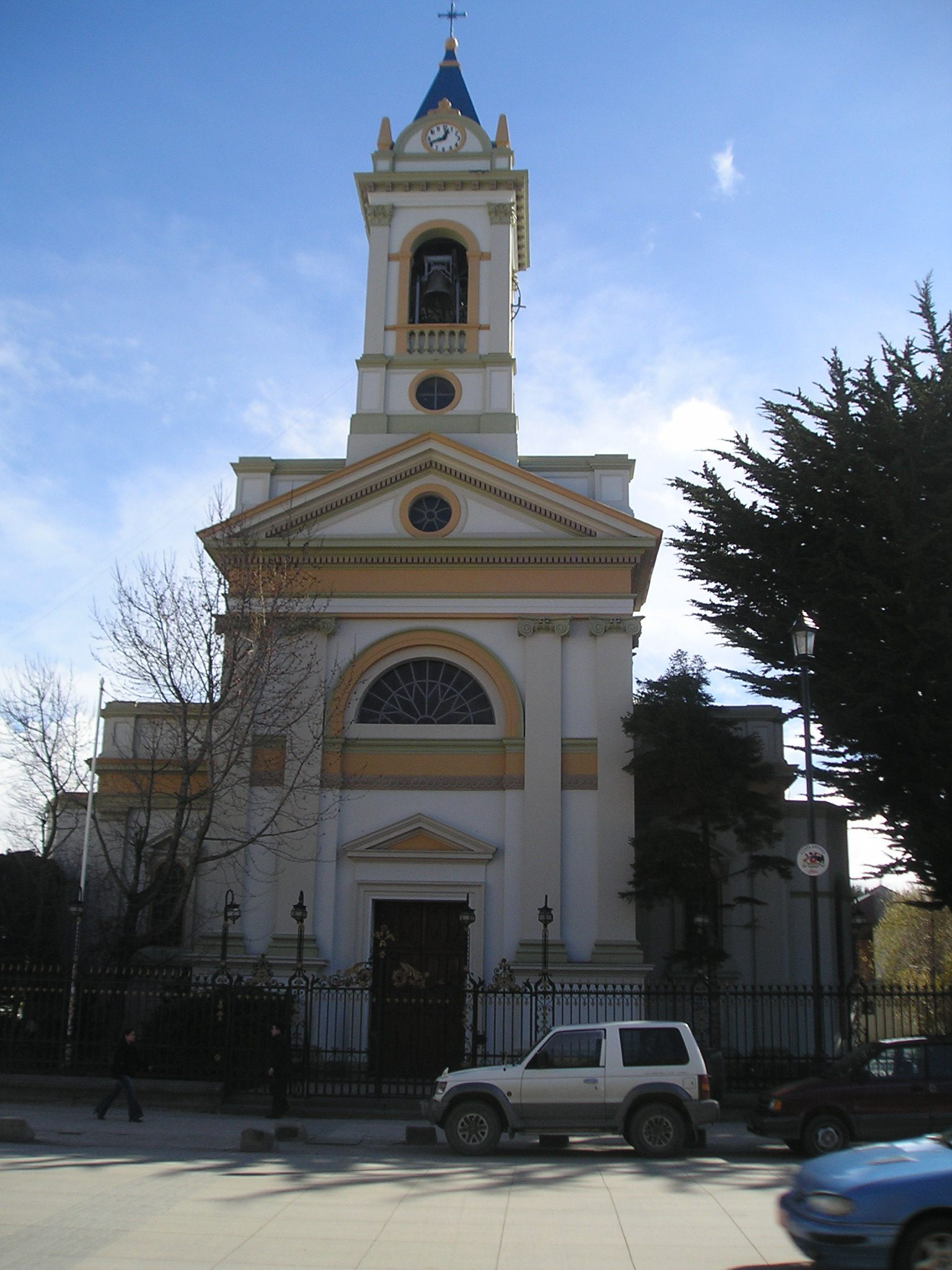
プンタ・アレナスの聖堂
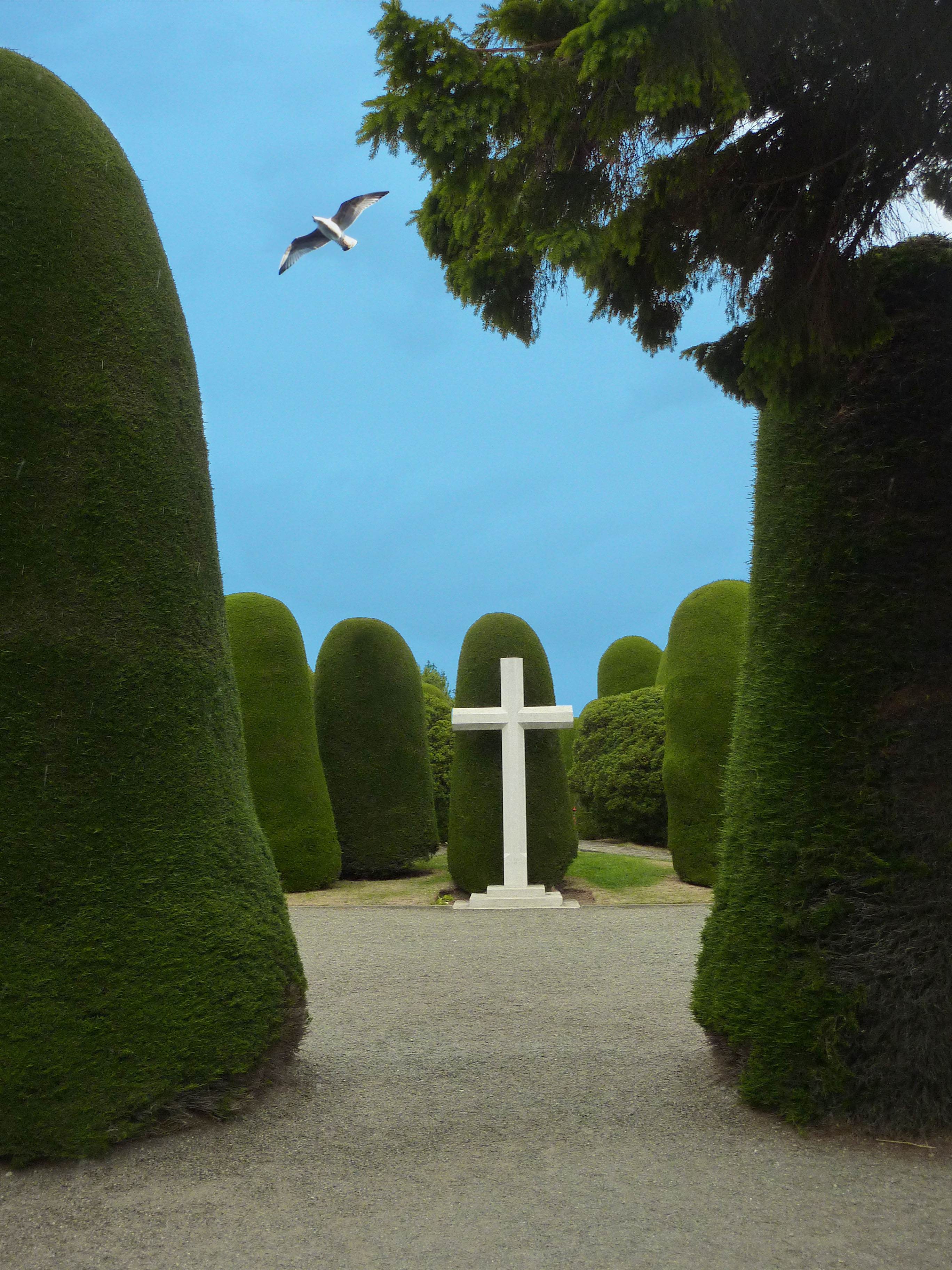
プンタ・アレナスの墓地
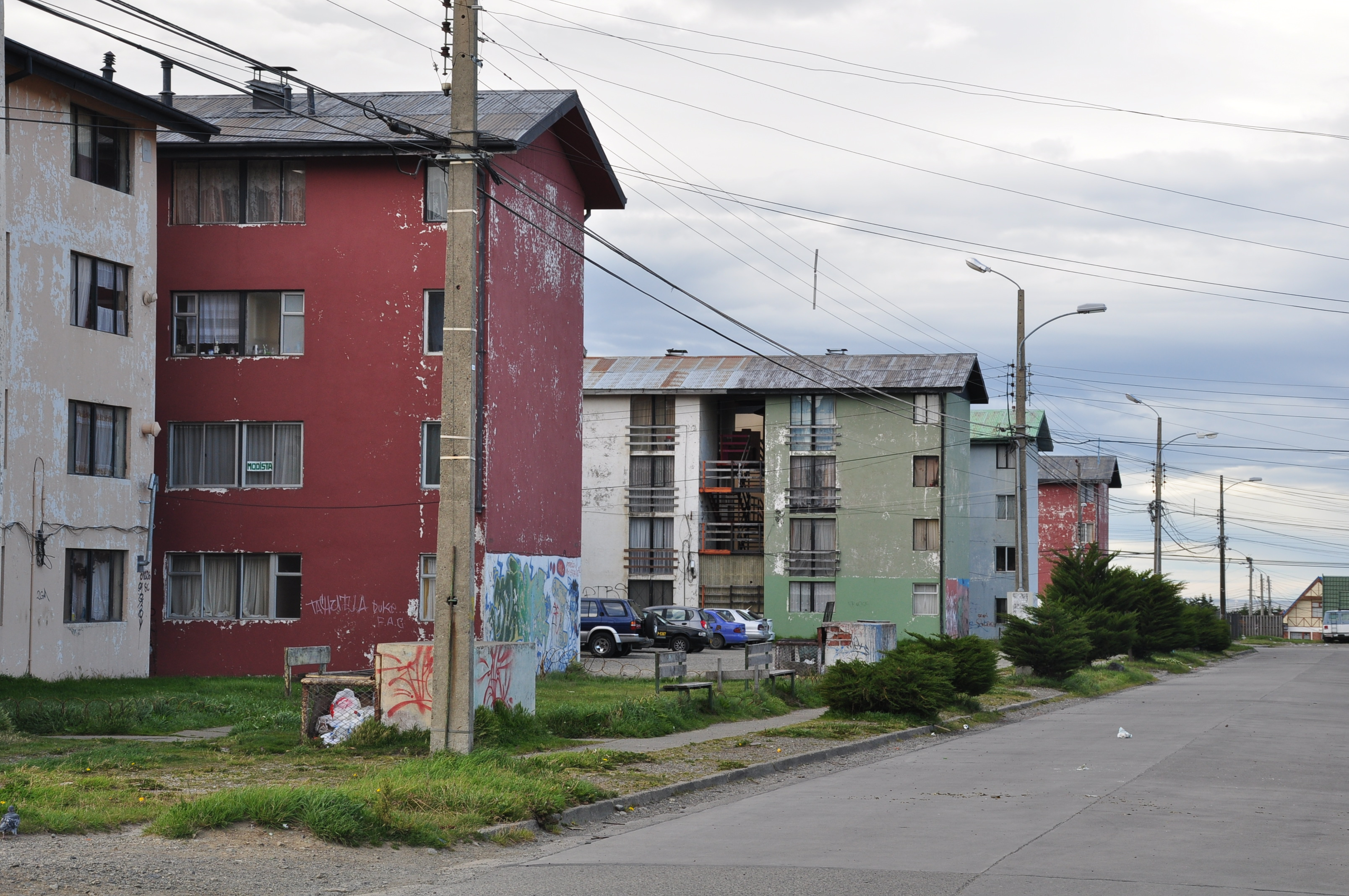
リオ・カネロ通りの安宿
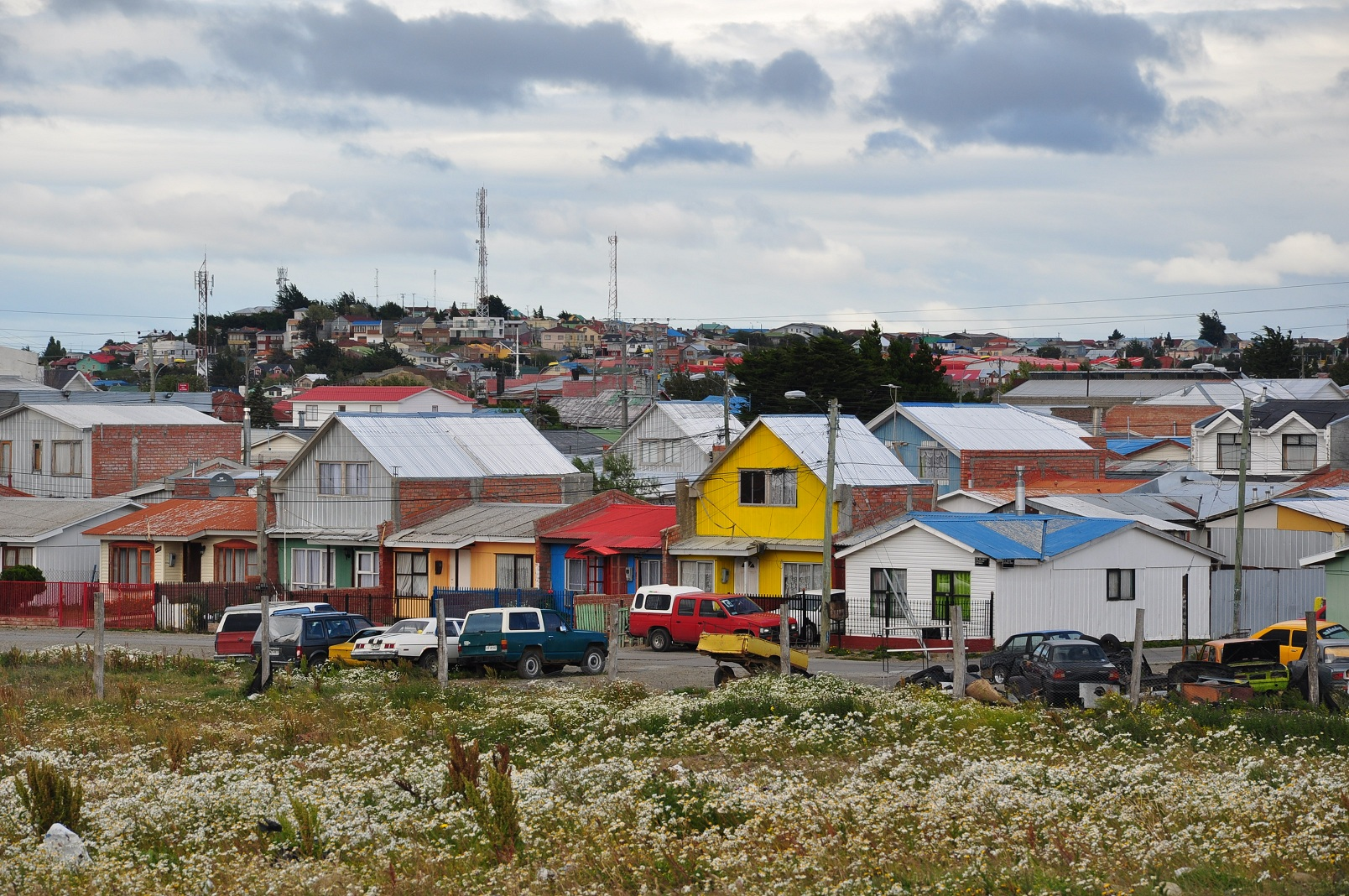
エミリオ・コヴァチェヴィッチ通り
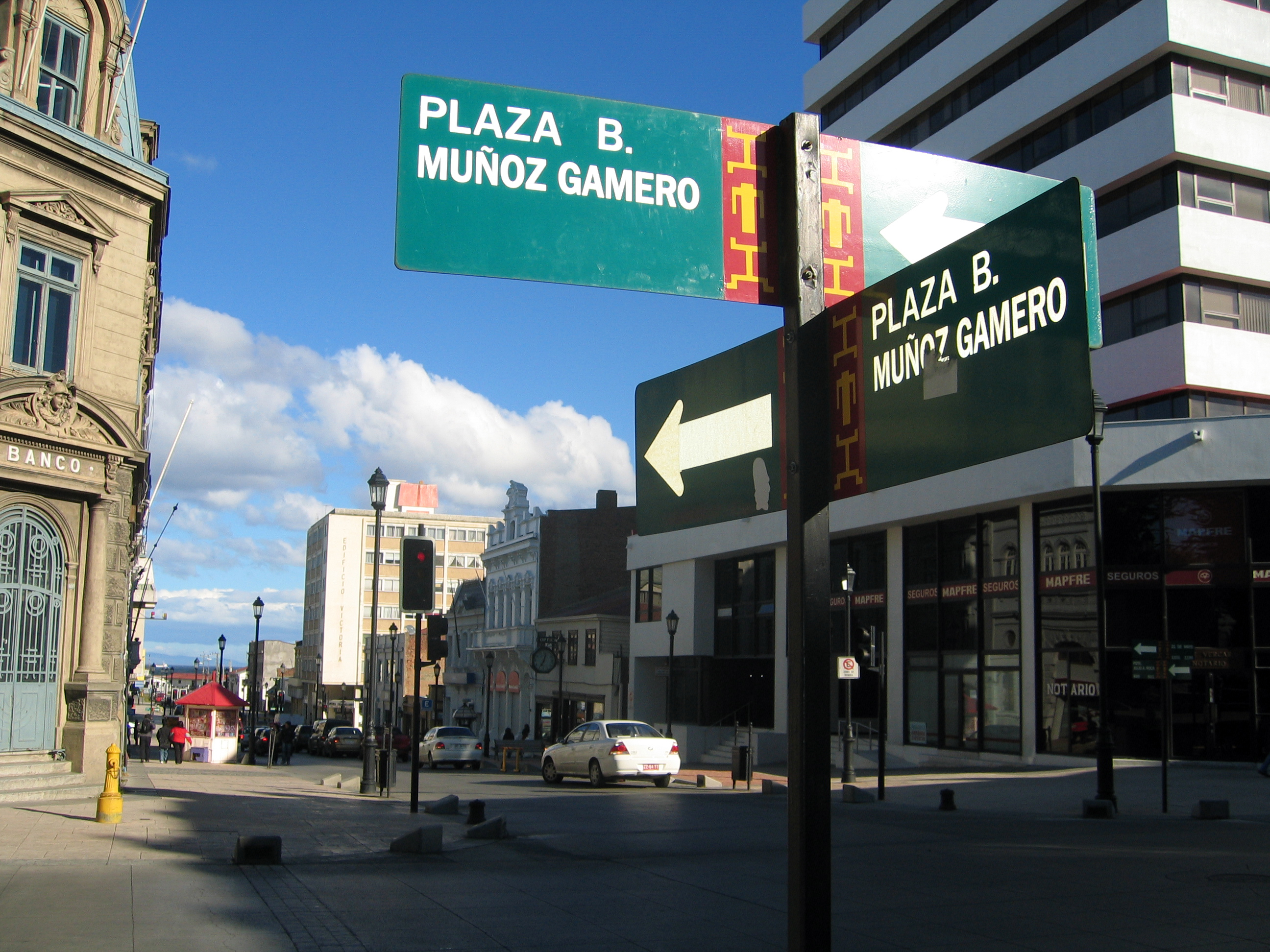
市街地
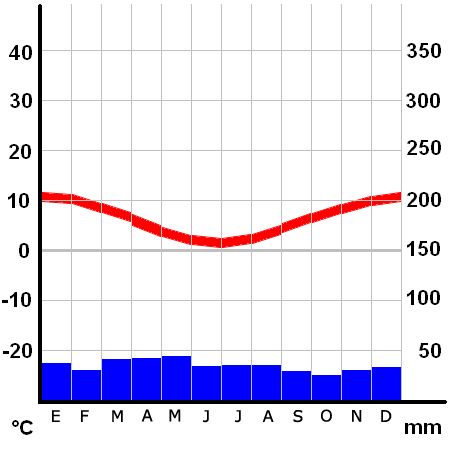
平均降雨量と気温
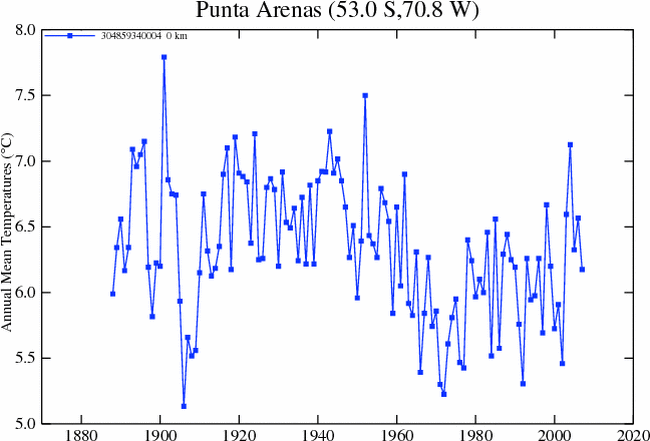
大気のサーモグラフィ （1888～2008年 NASA作成)

## 脚註
1. ↑  “Estadisca Climatologica Tomo III (pg 512–537)” (Spanish).   Dirección General de Aeronáutica Civil (2001年3月). 2013年1月15日閲覧。
2. ↑  “Medias mensuales de horas de sol diarias extraıdas del WRDC ruso para las ciudades Chilenas” (PDF) (Spanish).   Universidad de Chile (2007年9月). 2014年3月16日閲覧。